# 录鬼簿续编
《录鬼簿续编》一卷，成书于明初。 延伸《录鬼簿》纪录了元末明初的戏曲创作成就，收录了钟嗣成、罗贯中等七十一位作家，七十八种杂剧剧目，另附失载名氏杂剧七十八种的剧目。
关于作者一说无名氏, 一说贾仲明。 因《录鬼簿续编》附於贾仲明的天一阁蓝格精钞本《录鬼簿》之后，多认为是贾仲明所作。
《录鬼簿续编》中对罗贯中的记载，对《三国演义》及其作者罗贯中有史学价值。

## 参看
- 元曲
- 《录鬼簿》
- 贾仲明